# کوائی
کوائی (به انگلیسی: Kewal) یک روستا در پاکستان است که در ناحیه مانسهره واقع شده‌است.